# Budynek Obserwatorium Astronomicznego Uniwersytetu Warszawskiego
Budynek Obserwatorium Astronomicznego Uniwersytetu Warszawskiego – późnoklasycystyczny budynek, w którym od początku mieści się Obserwatorium Astronomiczne Uniwersytetu Warszawskiego. Znajduje się na terenie Ogrodu Botanicznego UW, w Al. Ujazdowskich 4. Budynek zbudowany w latach 1820–1824, mocno przebudowany w latach 1870–1871, zniszczony w czasie powstania warszawskiego i odbudowany w latach 1948–1949 w formie zewnętrznej zbliżonej do pierwotnej.

## Historia
Decyzję o budowie obserwatorium astronomicznego w Warszawie podjęła Komisja Rządowa w dniu 8 września 1819. Wcześniej plany były konsultowane z Janem Śniadeckim i Franciszkiem Armińskim (pierwszym dyrektorem obserwatorium). Budynek wznoszony od przełomu kwietnia i maja 1820. Pracami kierowali Michał Kado, Hilary Szpilowski i Piotr Aigner (wybór architektów zapewne zależał od Stanisława Kostki Potockiego). Pod koniec 1821 budowa została zatrzymana przez Komisję Rządową ze względu na niedociągnięcia organizacyjne i wznowiona w czerwcu 1822 pod kierunkiem Szpilowskiego. Projekt budynku został zmieniony, m.in. zburzono trzy ściany w części zachodniej oraz dodano pawilony pod wcześniej zaprojektowanymi kopułami obserwacyjnymi. Budowę zakończono 25 listopada 1824. Budynek został odwiedzony przez cesarza Aleksandra I i ministra Stanisława Grabowskiego w dniu 8 czerwca 1825, a 18 sierpnia tego roku został oficjalnie otwarty.
W połowie XIX wieku w budynku uruchomiono pierwszy w Warszawie zegar elektryczny (wystawiony dla publiczności w oknie na parterze), a także wahadło Foucaulta.  Kopuła wschodnia była używana jako punkt referencyjny sieci triangulacyjnej Warszawy i Królestwa Polskiego począwszy od połowy XIX w.
W latach 1870–1871 budynek przebudowano pod kierownictwem Bolesława Podczaszyńskiego. Dyrektorem obserwatorium był w tym czasie Iwan Wostokow, choć same plany przebudowy przygotował jeszcze poprzedni dyrektor – Jan Baranowski. Zmiany dotyczyły głównie sali południkowej (znajdującej się w centralnej części drugiego pietra) i kopuły zachodniej. Rozebrano murowane ściany sali południkowej i zastąpiono je niższymi drewnianymi (dzięki czemu temperatura wewnątrz mogła szybciej zrównać się z tą na zewnątrz). Płaski dach tej sali zastąpiono dwuspadowym. Zachodnia kopuła i pawilon pod nią zostały zburzone, a następnie zastąpione rozsuwanym cylindrycznym kioskiem, co zaburzyło pierwotną symetrię budynku i w powszechnej opinii go oszpeciło.
Budynek ponownie przebudowano w latach 80. XIX wieku. Wymieniono wtedy drewnianą podłogę sali południkowej na murowany strop na belkach stalowych. Wschodnią kopułę wymieniono na większą, która została sprowadzona z obserwatorium wileńskiego po pożarze tamtego.
Kolejny remont przeprowadzono w latach 1925–1928. W jego ramach m.in. część strychu zachodniego przekształcono w laboratorium astrofotograficzne, a wschodniego – na pracownię meteorologiczną, a na dwóch tarasach umieszczono słupy służące obserwacjom instrumentami przenośnymi. W 1925 do budynku swoją siedzibę przeniosło Towarzystwo Miłośników Astronomii i stan ten utrzymał się do delegalizacji w czasie wojny.
Podczas kampanii wrześniowej 1939 budynek  nie był uszkodzony, jednak kilkaset szyb zostało rozbitych. 1 stycznia 1940, za zgodą niemieckich władz okupacyjnych obserwatorium podjęło pracę. 2 sierpnia 1944, po wybuchu powstania warszawskiego, niemieckie czołgi ostrzelały budynek niszcząc bramę wjazdową oraz obie kopuły obserwacyjne i sprzęt, który jeszcze się w nich znajdował. Niemcy z oddziału SS wypędzili z piwnic budynku, ukrywających się tam pracowników Obserwatorium i Ogrodu botanicznego oraz ich rodziny, a następnie podpalili budynek. W wyniku negocjacji Niemcy wycofali się i pozwolili na ugaszenie budynku. 11 sierpnia 1944 Niemcy wyprowadzili pozostałych w obserwatorium pracowników i ich rodziny do obozu przejściowego w Pruszkowie. W kilka dni później Niemcy podpalili budynek obserwatorium. Spłonęło całe wnętrze budynku, jego wyposażenie, zbiory, instrumenty obserwacyjne o muzealnej wartości, a także biblioteka z cennymi inkunabułami pochodzącymi z XVI i XVII wieku. Jedynym instrumentem, który przetrwał pożar był zegar wahadłowy firmy Siemens & Halske. Budynek został zabezpieczony przed dalszym zniszczeniem przez Biuro Odbudowy Stolicy w 1945.
Odbudowany w latach 1947–1949 według projektu i pod kierunkiem architekta Jana Dąbrowskiego. Był to jeden z dwóch pierwszych budynków UW odbudowanych po wojnie. Odtworzono wtedy pierwotny wygląd zewnętrzny budynku z 1824, ale zasadniczo przekształcono wnętrza. Rozebrano cokoły pod instrumenty obserwacyjne wykonane z kamiennych ciosów (prawdopodobnie materiał budowlany został wykorzystany w innych budowlach w czasie powojennej odbudowy Warszawy), wszystkie klatki schodowe oraz część murów wewnętrznych. Najważniejszą zmianą było zastąpienie sali południkowej dużą salą wykładową (zwaną kopernikańską) obejmującą dwie sąsiednie kondygnacje oraz odbudowanie obu kopuł i pawilonów zgodnie z pierwotnym stanem budynku. Mury środkowej części zwieńczono kamienną balustradą, co było planowane przy wznoszeniu budynku, ale nie zostało zrealizowane. Po wojnie odsłonięta została elewacja południowa, która wcześniej zasłonięta była przez cieplarnię (również spaloną w 1944). W elewacji tej wykuto okna na parterze (których wcześniej nie było), a na parterze i pierwszym piętrze dodano pilastry. Dąbrowski zaprojektował rzeźby, które miały być na balustradzie, ale nie zostały one wykonane. Astronomowie wrócili do budynku w 1950, a wraz z nimi wprowadzili się matematycy, biolodzy i botanicy UW. W latach 1950–1973 warszawski oddział Polskiego Towarzystwa Miłośników Astronomii miał swoją siedzibę w budynku Obserwatorium. Zgodnie z projektem z 1959 dużą salę wykładową obniżono, dodając strop na wysokości ślemieni wysokich okien. Dzięki temu wygospodarowano dodatkową część trzeciego piętra, a okna w centralnej części trzeciego piętra stały się dość nietypowe: półkoliste, niskie i zaczynające się na poziomie podłogi.
Od 1956 w budynku mieściła się jedna z katedr Zakładu Astronomii PAN (ZA PAN). W październiku 1975 przywieziono komputer PDP-11/45, który tymczasowo był umiejscowiony w Obserwatorium. W 1975 ZA PAN przemianowano na Centrum Astronomiczne im. M. Kopernika PAN, a w 1978 przeniesiono je wraz z komputerem PDP z budynku OA UW do nowego budynku. Od 1966 w obserwatorium mieści się redakcja kwartalnika Acta Astronomica. W latach 90. XX w. i w XXI w. budynek zaczęły opuszczać zakłady botaniczne, przenosząc się na Kampus Ochota.

Ilustracje historyczne
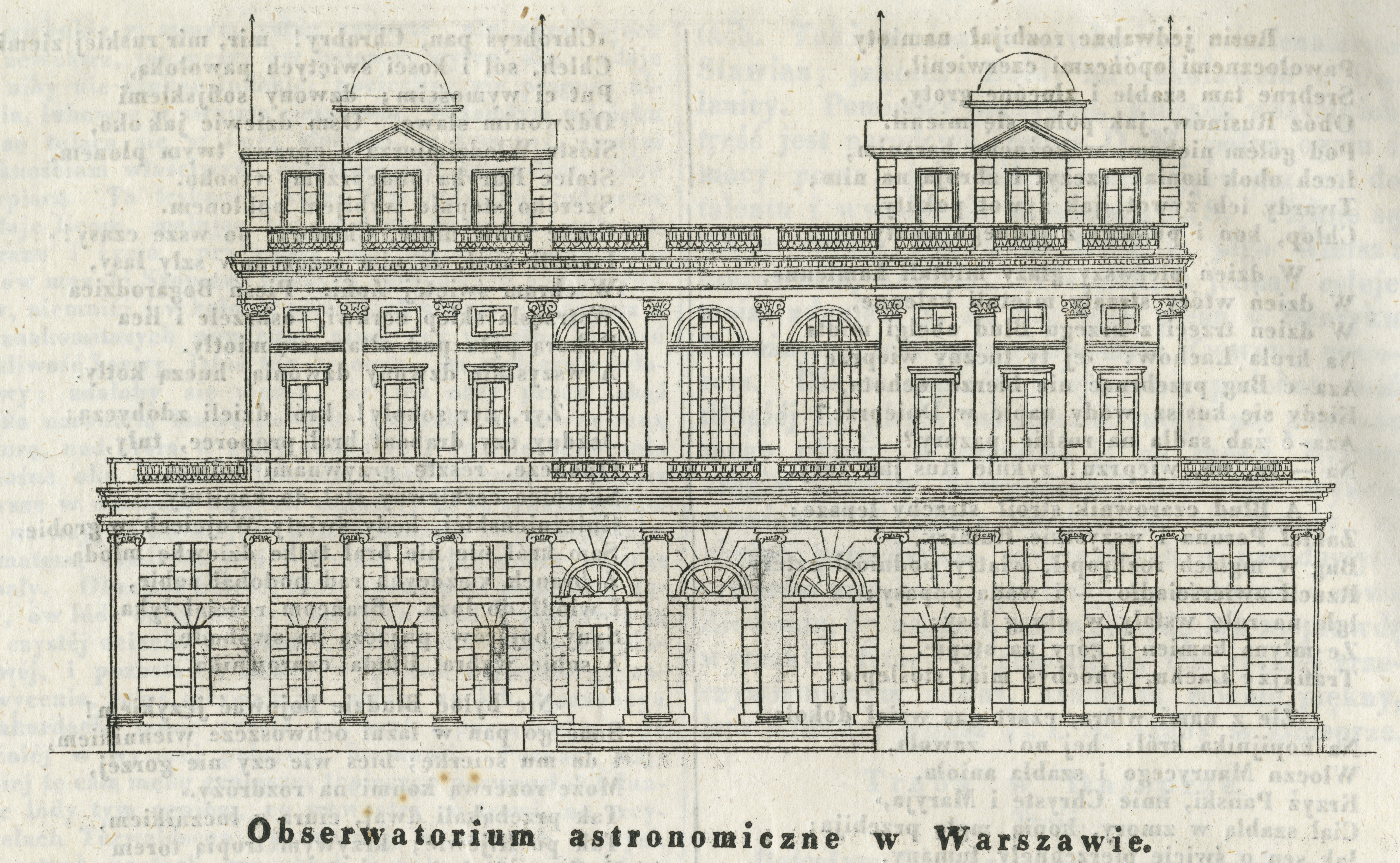
Plan fasady północnej z 1838
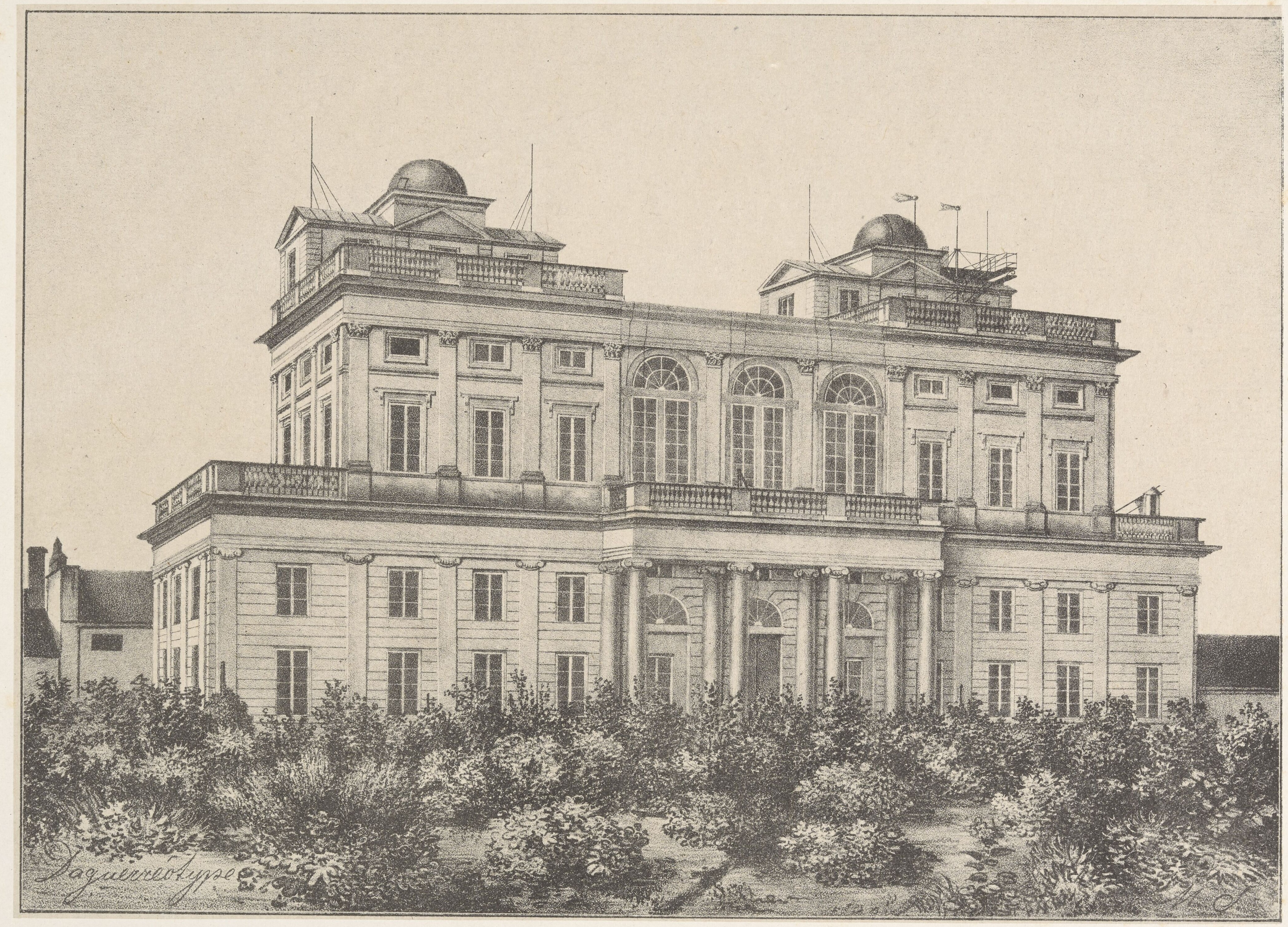
Widok z północy ok. 1840 – litografia na podstawie dagerotypu. Jest to jedyne znane zdjęcie budynku przed remontem w 1870
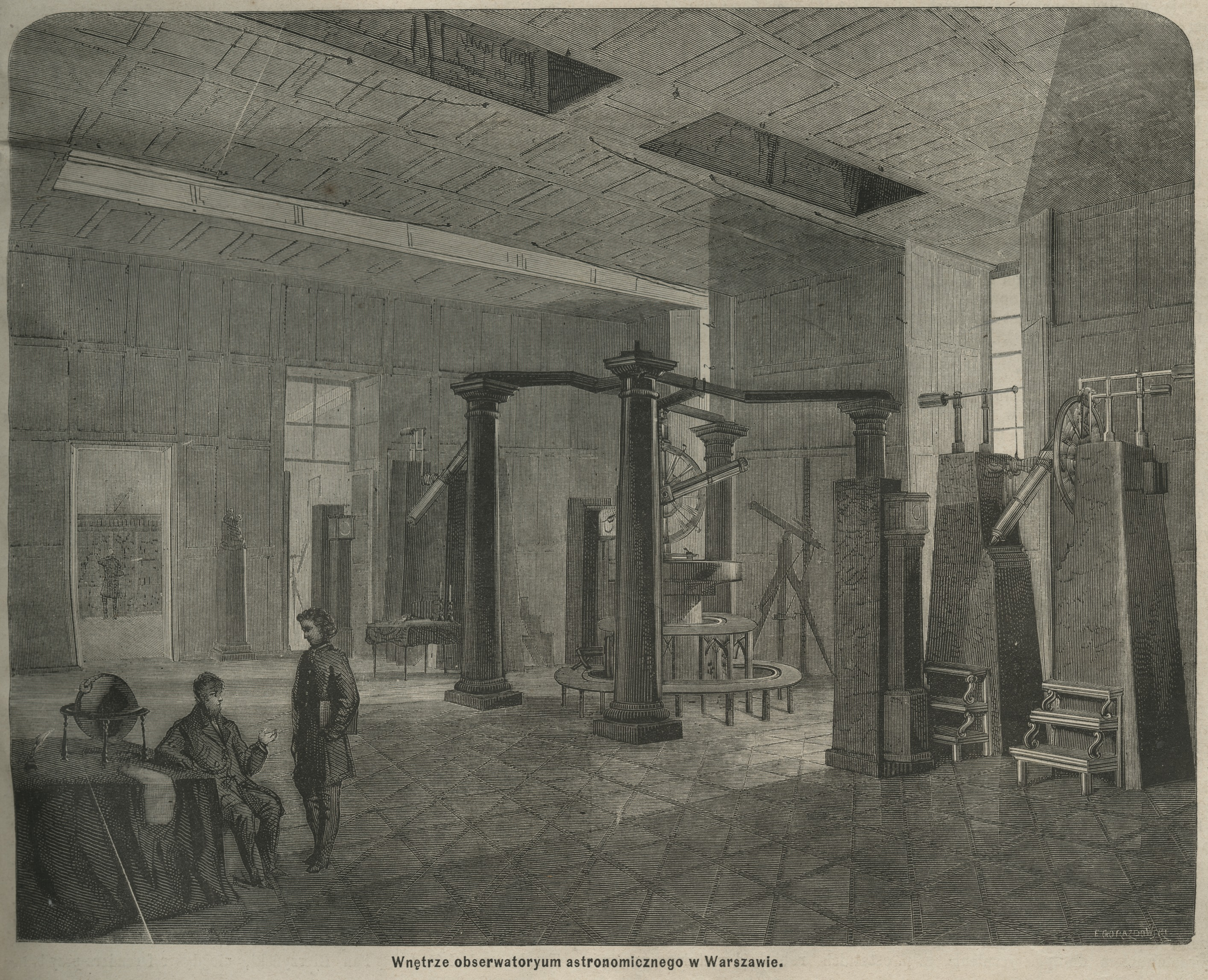
Sala południkowa w 1869
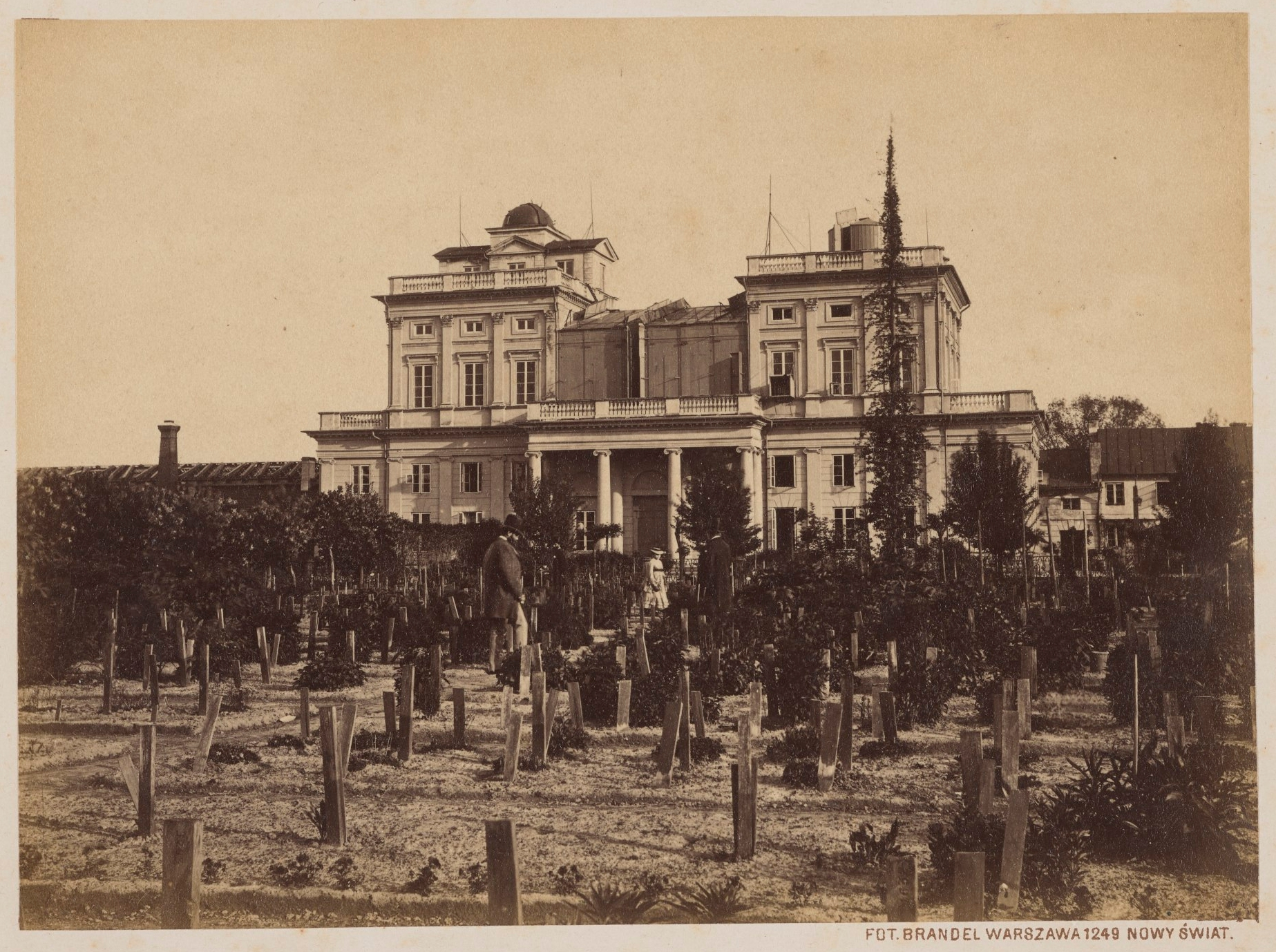
Widok z północy ok. 1872  (po przebudowie z lat 1870–1871)
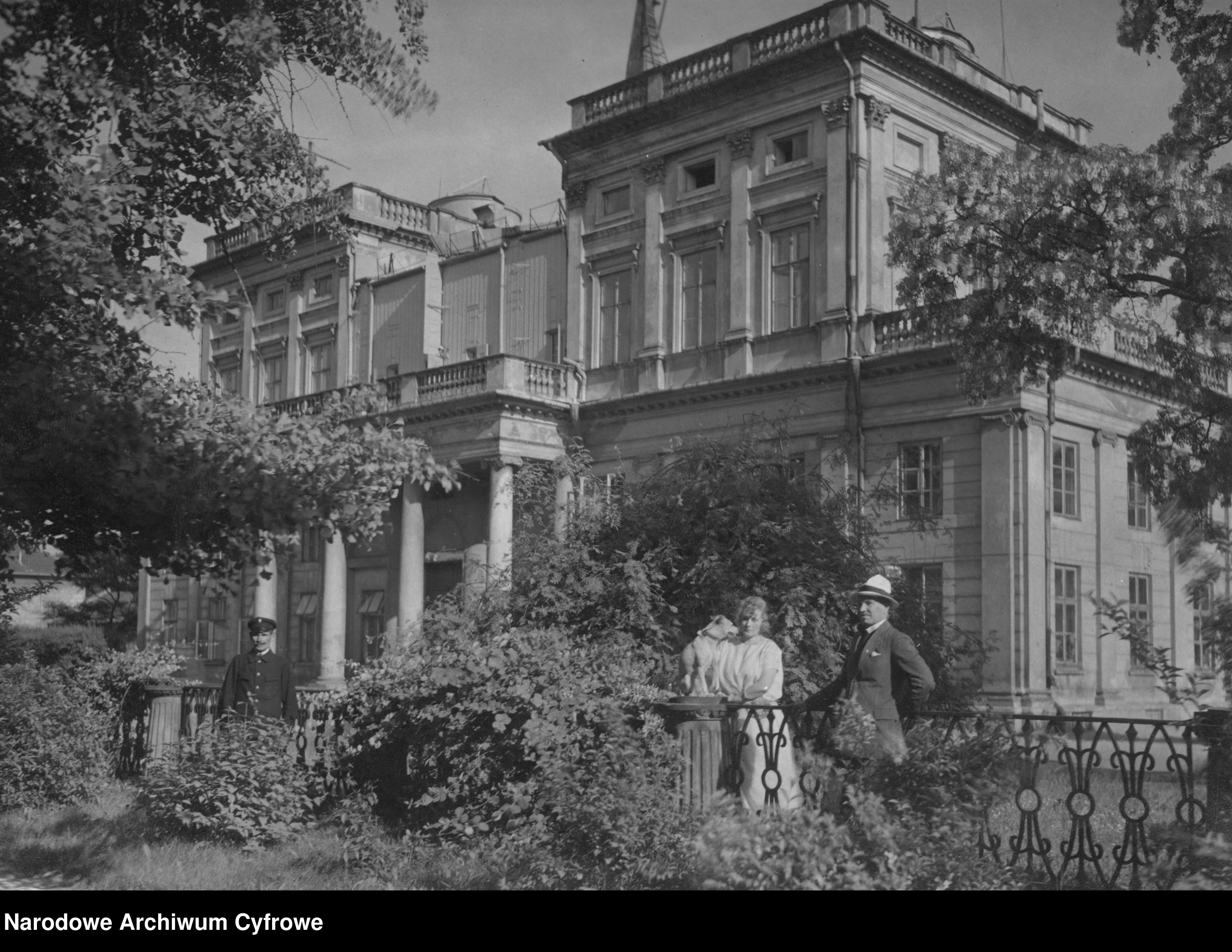
Widok z północnego zachodu w 1925
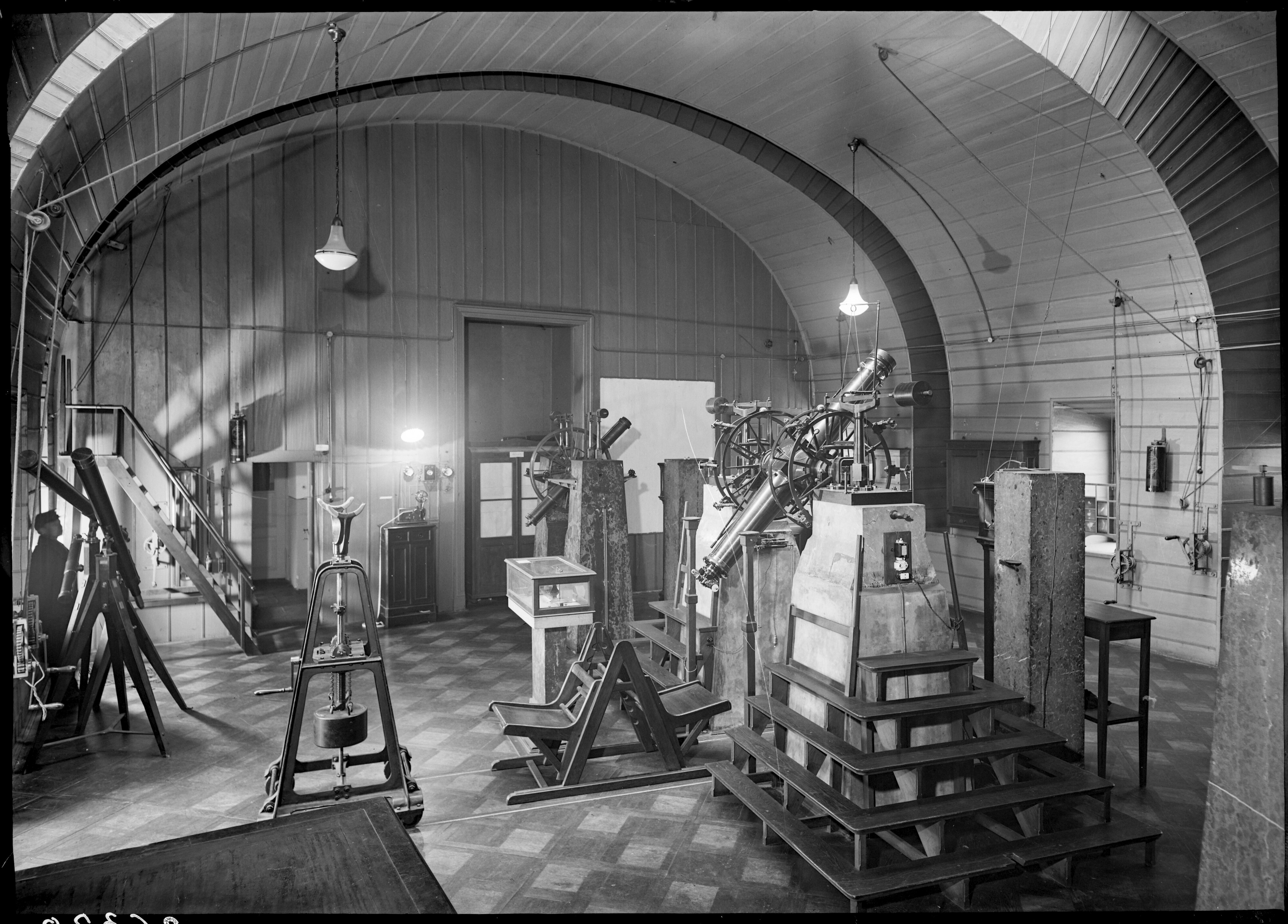
Sala południkowa w 1933
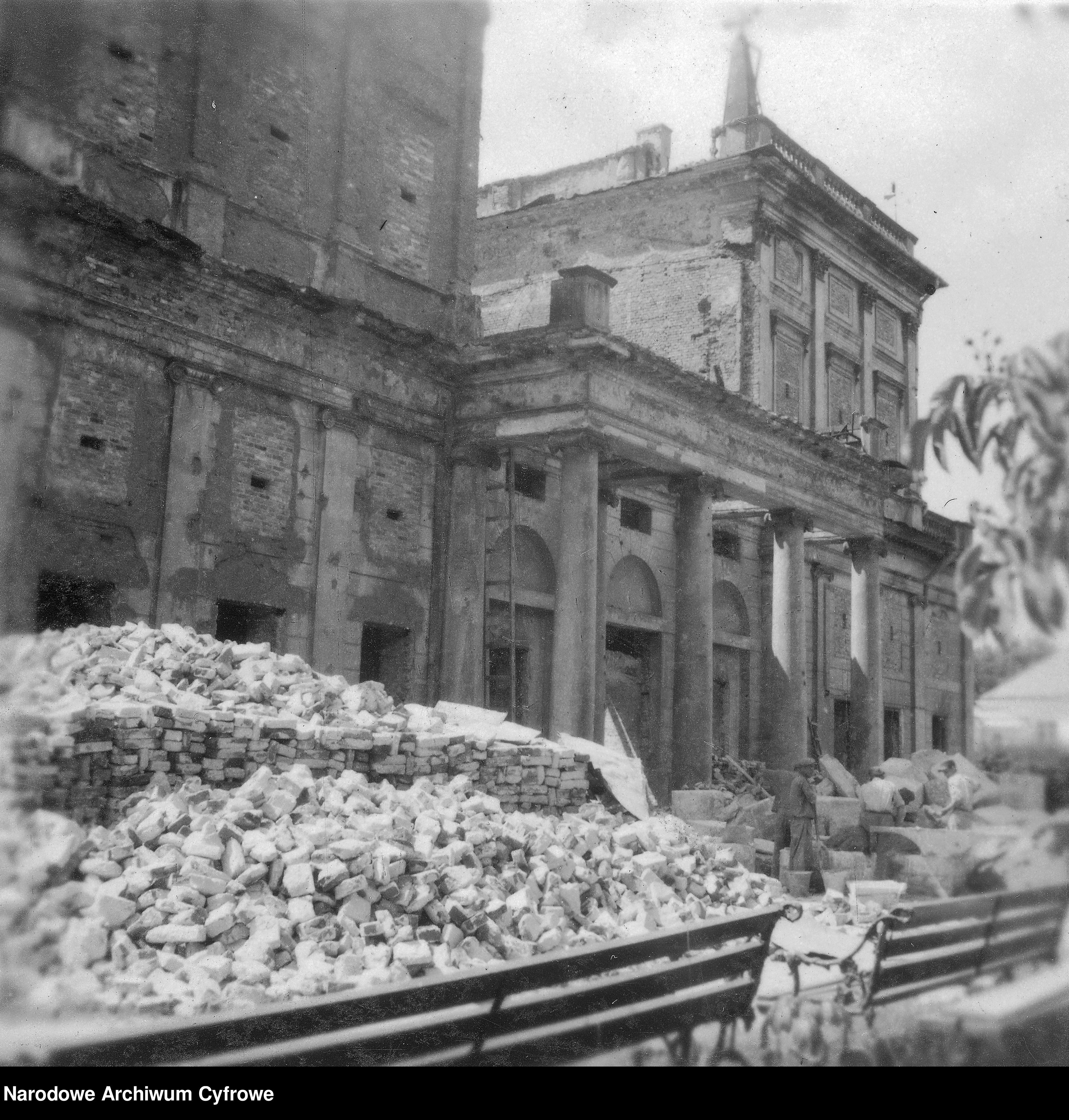
Fasada północna w czasie powojennej odbudowy (czerwiec 1948)

## Architektura i wnętrza
Budynek został zorientowany względem istniejącego budynku cieplarni ogrodu botanicznego, a nie stron świata (odchylenie o 8 stopni), co negatywnie wpływało na obserwacje wykonywane w początkowym okresie (astronomiczno-geodezyjne). Na dachu umieszczono dwa pawilony zakończone kopułami obserwacyjnymi. Budynek ma formę wydłużonego prostokąta podzielonego na pięć (prawie symetrycznych) części. Skrajne części sięgają tylko pierwszego piętra i zakończone są tarasami. Pierwotnie część środkowa mieściła postument pod instrumenty obserwacyjne o przekroju 17 × 3 m, wykonany z ciosów kamiennych i dochodzący do drugiego piętra. Pod zachodnią kopułą znajdował się mniejszy postument sięgający trzeciego piętra. Każdy z postumentów był niezależny od konstrukcji budynku (a także drewnianej podłogi sali południkowej), dzięki czemu drgania budynku nie przeszkadzają w obserwacjach. Pod wschodnią kopułą był nieduży filar osadzony na wzmocnionym sklepieniu. W południowej elewacji znajduje się ryzalit.
Budynek charakteryzuje się pałacowymi elewacjami. Dwie dolne kondygnacje mają jońskie pilastry, okna bez obramień i boniowane pasy. Dwie wyższe kondygnacje mają korynckie pilastry, okna z obramieniami i gładką płaszczyznę. Na poziomie drugiego piętra są cztery otwarte tarasy po jednym na każdą elewację. Wejście jest w formie portyku z kolumnami i półkolumnami jońskimi. Pierwotnie ważnym elementem były wąskie szczeliny obserwacyjne w centralnej części budynku: w trzech dużych oknach (iluzjonistycznych; na elewacji północnej i południowej) oraz trzy w dachu. Szczeliny te były zorientowane zgodnie z południkiem, więc niezgodnie z osiami budynku. Szczeliny w dachu były także wykonane w czasie przebudowy z lat 1870–1871. Pierwotnie dach w części środkowej był wyraźnie niżej niż mur, więc górne części elewacji były attykami. Obecnie są dwie klatki schodowe: dwubiegowa w części zachodniej i trójbiegowa w części wschodniej (wraz z windą).
Kopuły obserwacyjne od lat nie są używane do swoich pierwotnych celów, a pełnią jedynie funkcję dekoracyjną. Wnętrze budynku nie jest udostępnione do zwiedzania.
Po obu stronach głównego budynku obserwatorium znajdują się pawilony połączone z nim łącznikami określanymi jako skrzydła obserwatorium. Skrzydła składają się z niskiego parteru i antresoli. W gminnej ewidencji zabytków te pawilony określane są jako oficyny.
Obserwatorium (część centralna wraz ze skrzydłami i pawilonami – pięć części) wpisano do rejestru zabytków w 1948 pod numerem 601. W 1959 założono im zielone karty wojewódzkiej ewidencji zabytków (w związku z tym później przypisano im pięć odrębnych identyfikatorów INSPIRE), a wspólną białą kartę założono w 1997. 1 lipca 1965 warszawskie zabytki na nowo wpisano do rejestru z zachowaniem numeracji, przez co jest to oficjalna data wpisu do rejestru także obserwatorium (bez rozbicia na budynki składowe). W 2012 cały obiekt (pod nazwą historyczną „Obserwatorium Astronomiczne (wraz z oficynami)” i współczesną „Obserwatorium Astronomiczne Uniwersytetu Warszawskiego”) umieszczono w gminnej ewidencji zabytków z identyfikatorem SRO09049. W gminnej ewidencji zabytków wyróżniona jest również oranżeria, z identyfikatorem SRO11052, opisana jako również figurująca w rejestrze pod numerem 601 z 1 lipca 1965, jednak brak jej zestawieniu prezentowanym przez Narodowy Instytut Dziedzictwa. Obserwatorium leży też w obrębie objętym ochroną obszarową w ramach zabytku Ogród Botaniczny (602 z 1 lipca 1965, SRO09050).

Zdjęcia współczesne
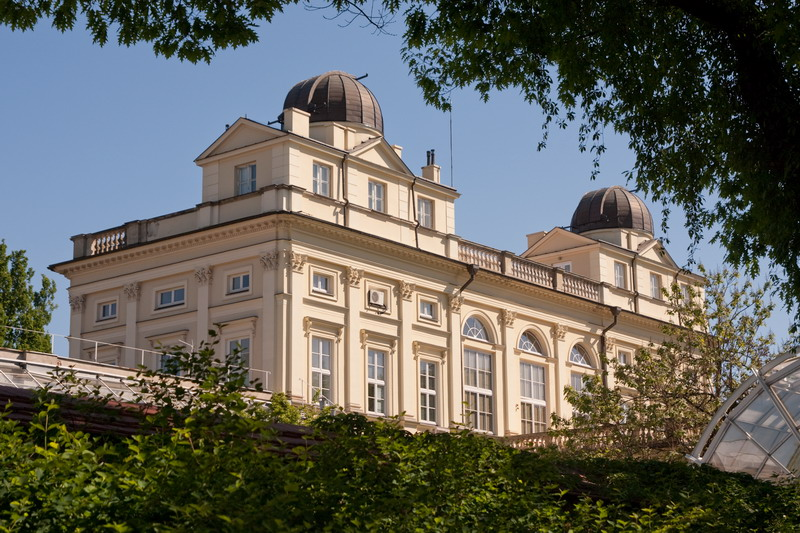
Widok od strony południowo-zachodniej
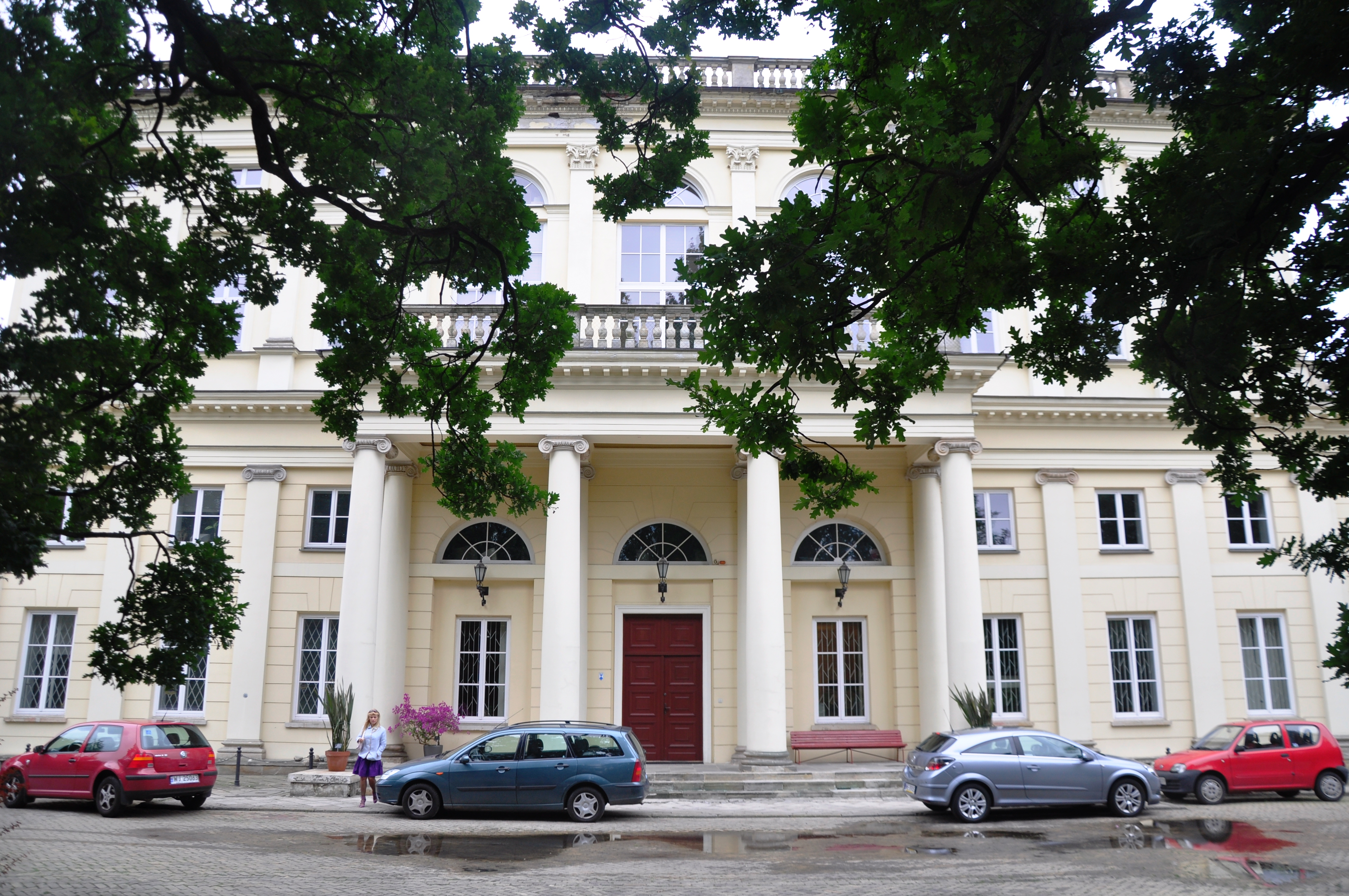
Portyk i fasada północna
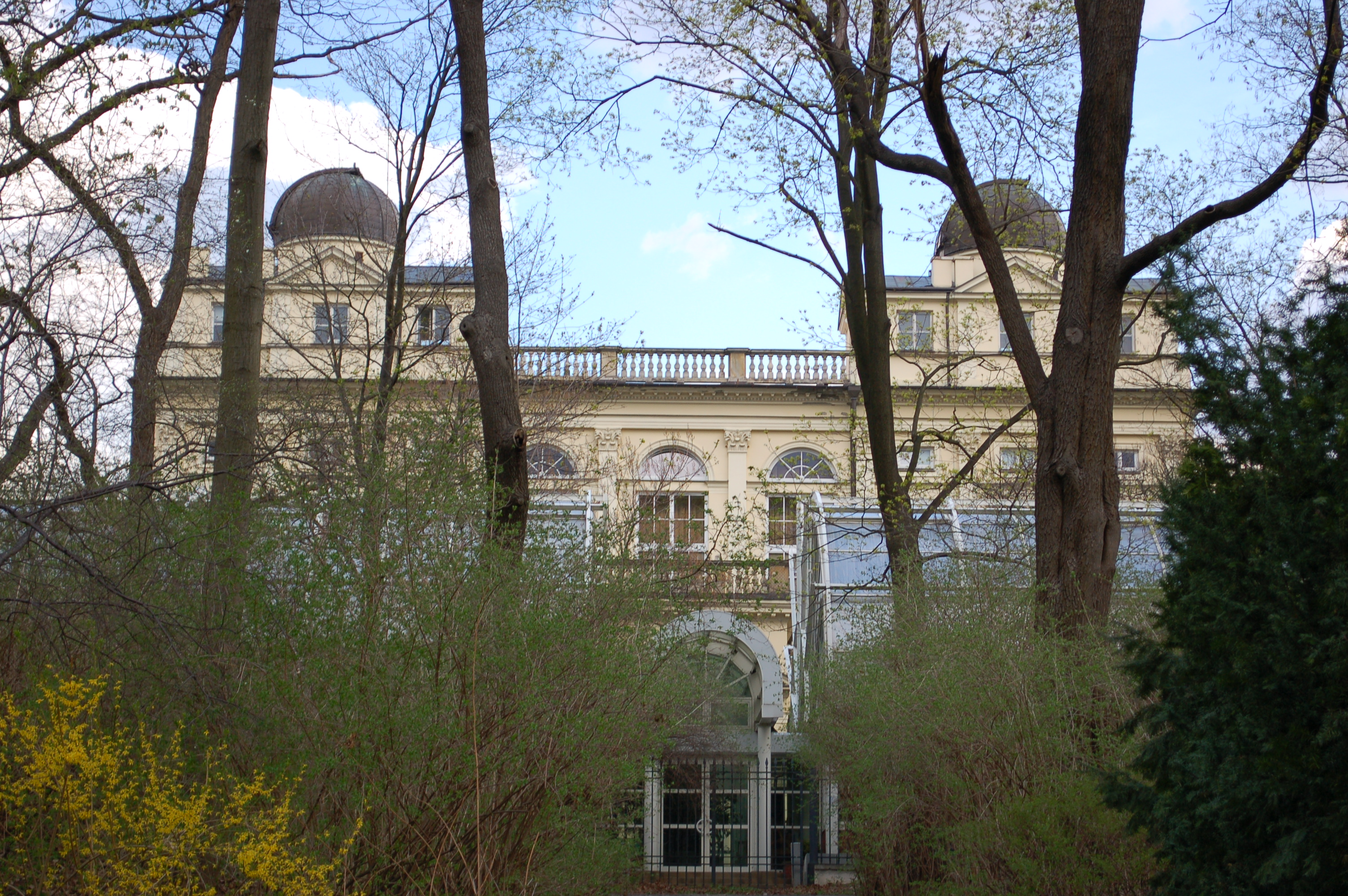
Fasada południowa (na pierwszym planie widać szklarnie ogrodu botanicznego)